# J. E. Casely Hayford
Pour les articles homonymes, voir Casely Hayford.
Joseph Ephraim Casely Hayford ou Ekra-Agiman (29 septembre 1866 - 11 août 1930) est un journaliste ghanéen, appartenant à l'ethnie fanti, écrivain, avocat, professeur et homme politique défenseur du mouvement panafricaniste. 

## Biographie
Il est né à Cape Coast, dans la Côte-de-l'Or, alors sous domination coloniale britannique et qui constitue aujourd'hui le Ghana.

## Œuvres
- The Truth About The West African Land Question (1898). Réimpression, 1913 et à Londres : Cass, 1971)
- Gold Coast Native Institutions: With Thoughts Upon A Healthy Imperial Policy for the Gold Coast and Ashanti (1903. Reimpr. Londres: Cass, 1970,  (ISBN 0-7146-1754-7))
- Ethiopia Unbound: Studies in Race Emancipation (1911). Réimpression Londres : Cass, 1969,  (ISBN 0-7146-1753-9))
- Gold Coast Land Tenure and the Forest Bill (1911)
- William Waddy Harris, the West African reformer (1915)
- United West Africa (1919)
- West African Leadership: Public speeches delivered by the Honourable J. E. Casely Hayford - édité par Magnus J. Sampson (1951)